# Карданний підвіс

Ілюстрація карданного підвісу з гіроскопом у внутрішньому кільці

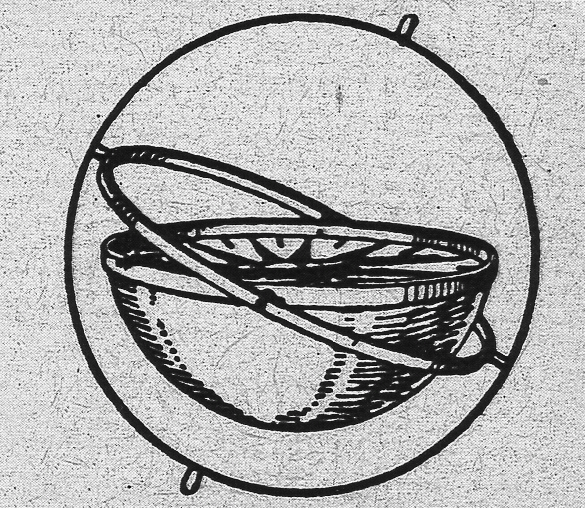
Компас, підтримуваний карданним підвісом (1570)

Карданний підвіс, іноді карданний почіп — шарнірна опора, яка дозволяє закріпленому об'єкту обертатися довкола однієї осі. Являє собою маятникову систему, що вільно коливається у двох взаємоперпендикулярних площинах, намагаючись встановитись за напрямом миттєвої вертикалі. Тривісний підвіс, що складається з трьох карданних підвісів, закріплених один до одного при перпендикулярних осях, дозволяє закріпленому в середині об'єкта обертатися незалежно від його опори. Наприклад, на борту корабля хронометри, гіроскопи, корабельні компаси, і навіть чашки для пиття часто використовують карданний підвіс для того, щоб попри хитавицю, поштовхи й трус корабля зберегти положення предмета паралельно горизонту.
Карданний підвіс названий в честь італійського математика і фізика Джироламо Кардано (1501–1576), який детально описав цей пристрій. Однак, Кардано не був винахідником цього пристрою, і навіть не претендував на нього. Пристрій відомий з античних часів і не відомо хто його винахідник. Кардано лише описав цей пристрій у своїй широко відомій книзі «De subtilitate rerum» («Про хитромудру будову речей», 1550 р.).